# فرانکی داوسون
فرانکی داوسون (انگلیسی: Frankie Dawson؛ دسامبر ۱۸۵۸ – ۱۹۳۸ (۷۹−۸۰ سال)) بازیکن فوتبال اهل بریتانیا بود.
از باشگاه‌هایی که در آن بازی کرده‌است می‌توان به باشگاه فوتبال استون ویلا اشاره کرد.